# Bursinia sicula
Bursinia sicula är en insektsart som beskrevs av Alexander Fyodorovich Emeljanov 1972. Bursinia sicula ingår i släktet Bursinia och familjen Dictyopharidae. Inga underarter finns listade i Catalogue of Life.